# Arnaldo Peternazzi
Descendente de família pobre, de agricultor sem terra, tradicionalmente católica, foi educado dentro dos princípios morais e religiosos.
Aos 6 anos de idade ingressou na Escola em Scandolara Ravara (Cremona). Sua primeira Professora foi Lina Bertolini, que marcou profundamente sua vida, a quem nutria profundo respeito. No ano de  1945, já com  12 anos, entrou no seminário de Cremona.
Aos 26 anos concluiu os estudos e foi ordenado padre  no dia 29 de junho de 1960 na Catedral de Cremona.
Ele foi vigário em Castelverde (1960-1963) e Mozzanica (1963-1975).
Em 1975, viajou para o Brasil, como "fidei donum", direto para a diocese de Viana, no Maranhão. Em 1977, a convite de Dom Paulo Ponte, primeiro bispo de Itapipoca, torna-se pároco da paróquia de São João Batista de Uruburetama (Cearà). De 1977 até 1987 permaneceu no Brasil, na mesma Paróquia. Em 1987 retornou para Itália e deixou com algumas pessoas, a responsabilidade de continuar o trabalho no Brasil.
Chegando na Itália, assumiu a paróquia de San Martino del Lago onde ficou como pároco até fevereiro de 2017.
Mas o coração não saiu do Brasil. De lá acompanhou cuidadosamente cada passo, sem se descuidar daquilo que para ele era o essencial: o atendimento as crianças e de modo especial, aos mais pobres. Organizou um grupo de amigos que o ajudaram a sustentar o trabalho que a cada dia cresceu.
Fundou em 1994 a Associação Amigos do Brasil - AADB Onlus na Itália e em 2002 no Brasil; organização sem fins lucrativos, que financia projetos de solidariedade não só no país latino-americano, mas também na República Democrática do Congo. 
Nesse tempo, desde o início do trabalho no Brasil, foram criadas doze escolas. 
Apesar das inúmeras atividades na paróquia e da idade avançada, continuou acompanhado bem de perto todo o desenvolvimento do trabalho realizado no Brasil. Se alegrando pelos avanços e sofrendo pelas dificuldades.
A morte ocorreu na Fundação "Elizabetta Germani" de Cingia de' Botti, onde viveu por um par de anos. 
No dia  26 de Março de 2020 Padre Arnaldo partiu para sua morada eterna. 
A partir de 30 de março de 2020, seu corpo repousa no cemitério de San Martino del Lago. 